# Station Rue-Paul-Borgnet
Station Rue-Paul-Borgnet is een voormalige spoorweghalte langs spoorlijn 125A (Flémalle - Angleur bij Luik) in de gemeente Flémalle.
1,2: Kinkempois ·
3,1: Renory ·
4,9: Ougrée ·
6,5: Seraing ·
8,8: Val-Saint-Lambert ·
10,5: Rue-Borgnet ·
11,0: Flémalle-Haute